# Panimerus cio
Panimerus cio és una espècie d'insecte dípter pertanyent a la família dels psicòdids que es troba a Nord-amèrica: Califòrnia.